# Dasyhelea dasyptera
Dasyhelea dasyptera är en tvåvingeart som beskrevs av Maurice Emile Marie Goetghebuer 1934. Dasyhelea dasyptera ingår i släktet Dasyhelea och familjen svidknott.
Artens utbredningsområde är Israel. Inga underarter finns listade i Catalogue of Life.